# Жоб, Жозеф-Дезире
Жозе́ф-Дезире́ Жоб (фр. Joseph-Désiré Job; 1 декабря 1977 года, Лион, Франция) — камерунский футболист, нападающий. Выступал за сборную Камеруна.

## Карьера

### Клубная
Профессиональную карьеру начал в клубе высшей французской лиги «Лион» в 1997 году. Хорошо себя проявив в сезоне 1997/98, сезон 1998/99 провел в запасе.
В 1999 году за 2 миллиона фунтов стерлингов перешёл в клуб высшей французской лиги «Ланс». Сразу стал игроком основного состава, играл в матчах Кубка УЕФА сезона 1999/00. После возвращения из сборной, которая выиграла Кубок африканских наций 2000 года, перестал попадать в основной состав.
В 2000 году перешёл в клуб английской премьер-лиги «Мидлсбро». Дебютировав в матче с «Ковентри Сити», забил гол. Несмотря на это, в основной состав попадал редко. Не желая терять игровую форму накануне чемпионата мира 2002 года, на правах аренды, перешёл в клуб высшей французской лиги «Мец».
После возвращения из Франции стал регулярно выходить в основном составе «Мидлсбро». Сезон 2004/05 был неудачным для игрока — Жоб провел только одну игру за сезон.
Сезон 2005/06 провёл в Саудовской Аравии в клубе «Аль-Иттихад». В составе клуба выиграл Лигу чемпионов АФК 2005 года.
В 2006 году, на правах свободного агента, перешёл во французский клуб «Седан». Сезон 2006/07 «Седан» завершил на предпоследнем месте и перешёл в первую лигу французского чемпионата.
В сезоне 2007/08 выступал за клуб высшей французской лиги «Ницца».
В сентябре 2008 года на правах свободного агента перешёл в катарский клуб «Аль-Харитият», который в том сезоне получил право выступать в высшей лиге чемпионата. В чемпионате «Аль-Харитият» занял последнее место и выбыл в первый дивизион. Жоб не стал продлевать контракт и получил статус свободного агента.
Летом 2009 года был на просмотре в болгарском клубе «Левски», но контракт с клубом заключен не был.
В августе 2009 года подписал контракт с турецким клубом «Диярбакырспор», за который провел 8 матчей перед тем как покинуть команду зимой 2010.
В марте 2010 присоединился к бельгийскому «Льерсу», в составе которого после окончания сезона 2010/11 и завершил карьеру футболиста.

### В сборной
За сборную Камеруна играл с 1997 года. Участник чемпионатов мира 1998 и 2002 годов.
Дважды выступал на Кубке конфедераций 2001 и 2003 годов.
Трижды играл в финальных стадиях розыгрыша Кубка африканских наций 1998, 2000 и 2008 годов.

## Достижения
Олимпик Лион
- Обладатель Кубка Интертото: 1997

Мидлсбро
- Обладатель Кубка английской лиги: 2003/04

Аль-Иттихад (Джидда)
- Победитель Лиги чемпионов АФК: 2005
- Бронзовый призёр Чемпионата Саудовской Аравии: 2005/06

Сборная Камеруна
- Обладатель Кубка африканских наций: 2000
- Серебряный призёр Кубка конфедераций: 2003
- Серебряный призёр Кубка африканских наций: 2008